# 미텔프랑켄현

현 기

현 문장

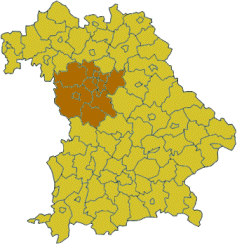
바이에른 주에서 미텔프랑켄 현의 위치

미텔프랑켄현(독일어: Mittelfranken)은 독일 바이에른주 서부에 위치한 현(Regierungsbezirk)이다. 면적 7,245.70 km2, 인구 1,719,494 (2011), 인구 밀도 240/km2. 현도는 안스바흐이다.
바이에른주 서북부에 위치한다. 라인강의 지류 마인강의 지류가 통하는 지역이다. 역사적으로 프랑켄으로 불린 지역의 일부로 미텔프랑켄은 1837년 바이에른 왕국 당시 왕국의 한 주로 형성된 것에서 유래한다. 7개 군(Landkreise), 5개 시(Kreisfreie Städte)로 구성되어 있다. 최대 도시는 뉘른베르크이다.

## 하위 행정 구역

### 군(Landkreise)
1. 안스바흐군(Landkreis Ansbach)
2. 에를랑겐회히슈타트군(Landkreis Erlangen-Höchstadt)
3. 퓌르트군(Landkreis Fürth)
4. 노이슈타트안데어아이슈바트빈츠하임군(Landkreis Neustadt an der Aisch-Bad Windsheim)
5. 뉘른베르거란트군(Landkreis Nürnberger Land)
6. 로트군(Landkreis Roth)
7. 바이센부르크군첸하우젠군(Landkreis Weißenburg-Gunzenhausen)

### 시(Kreisfreie Städte)
1. 안스바흐시(Ansbach)
2. 에를랑겐시(Erlangen)
3. 퓌르트시(Fürth)
4. 뉘른베르크시(Nürnberg)
5. 슈바바흐시(Schwabach)

## 같이 보기
- 오버프랑켄현
- 운터프랑켄현